# Vorkoeta (rivier)
De Vorkoeta (Russisch: Воркута) is een rivier in het noordoosten van Europees Rusland en vormt een zijrivier van de Oesa in het stroomgebied van de Petsjora. Haar stroomgebied, dat zich in het autonome district Nenetsië en de autonome republiek Komi bevindt, ligt in een moerassig deel van de Bolsjezemelskaja toendra en bevat naar schatting 2000 meren. De Vorkoeta is 182 kilometer lang en wordt vooral gevoed door sneeuw en regen. Van midden oktober tot eind mei, begin juni is de rivier bevroren. Het gemiddelde debiet in de middenloop bedraagt 43,4 m³/sec. De rivier wordt gebruikt voor de zoetwatervoorziening van de plaatsen in het steenkoolbekken van Vorkoeta.
De rivier ontstaat op de oostelijke hellingen van de Arctische Oeral in het Bolsjaja Vorkoetameer (Chasyrej-Ty of Chasyrejto) ten westen van het testterrein Pem-Boj en stroomt vervolgens naar het zuiden, door het Malaja Vorkoetameer en neemt de zijriviertjes Rosja-Joenko en Bolsjoj Akorogasjor op om iets zuidelijker af te buigen naar het zuidwesten. Kort na de instroom van de rivier de Molotovej-Jambotovets verandert de Vorkoeta door de instroom van de Vyjatovis in een brede rivier, die verder naar het zuidoosten stroomt en na een bocht naar het oosten te hebben gemaakt waar de Syrjacha instroomt en waar een paar verlaten mijbouwnederzettingen liggen, aankomt bij de mijnwerkersplaats Severny waarop ze al slingerend langs de mijnwerkersplaatsen Oktjabrski, een aantal wijken van de stad Vorkoeta en verder meandert naar het zuidwesten. Tussen Severny en Oktjabrski stroomt de rivier de Ajatsj-Jaga in. Iets voor het plaatsje Chanovej steekt de spoorlijn van Vorkoeta naar Syktyvkar de rivier over en stroomt de rivier de Joenjacha in. Voorbij Chanovej volgt de spoorlijn de bedding van de rivier een stukje en wordt het plaatsje Prigorodny gepasseerd, waarna de rivier de spoorlijn verlaat door af te buigen naar het zuidoosten en vervolgens in te stromen in de Oesa.